# Vespa
Vespa e marimbondos são dois dos nomes comums aplicados a diversas espécies de insetos pertencentes à subordem Apocrita da ordem Hymenoptera. Na definição mais abrangente, este nome é utilizado para se referir a qualquer himenóptero que não é abelha nem formiga. Em geral, faz-se a distinção das vespas-serra, himenópteros sem pecíolo que são considerados como uma subordem distinta, Symphyta. As vespas não constituem um clado, ou seja, o termo não representa um grupo natural de organismos que inclui todos os descendentes de um grupo ancestral.
As vespas mais popularmente conhecidas pertencem à família Vespidae e são eusociais, vivendo juntas em um ninho com uma rainha que põe ovos e operárias que não se reproduzem. No entanto, a maioria das espécies de vespas são solitárias, com cada fêmea adulta vivendo e se reproduzindo independentemente. As vespas desempenham muitos papéis ecológicos, incluindo espécies tanto fitófagas quanto entomófagas. Muitas, como as vespas-cuco, são cleptoparasitas, colocando ovos nos ninhos de outras vespas. Uma fração significativa das outras famílias de vespas são parasitoides, ou seja, põem ovos sobre ou em outros organismos, tendo como hospedeiros principalmente insetos e outros artrópodos, sendo valiosas para o controle biológico de pragas.

## Outros nomes e etimologia
Também são chamadas de cabatão. No Brasil e em Angola são chamadas de marimbondos as vespas da família Vespidae, Pompilidae ou Sphecidae. "Vespa" origina-se do latim vespa, do proto-itálico *wospā, transposto do proto-itálico *wopsā, do proto-indo-europeu *wops-éh₂, de *wóps. Já "marimbondo" origina-se do termo quimbundo mari'mbondo, plural de "rimbondo", "vespa".

## Taxonomia e filogenia

### Agrupamento parafilético
As vespas são um agrupamento cosmopolita parafilético de centenas de milhares de espécies, consistindo no clado Apocrita, com exceção das formigas e abelhas. Os himenópteros também contêm a subordem Symphyta, mas cujos membros não são classificados como vespas por consistir em uma subordem diferente de Apocrita. O termo vespa às vezes é usado de forma mais restrita para membros dos Vespidae, que inclui várias linhagens de vespas eussociais, como os gêneros Vespula e Dolichovespula, o gênero Vespa e membros da subfamília Polistinae.

### Fósseis

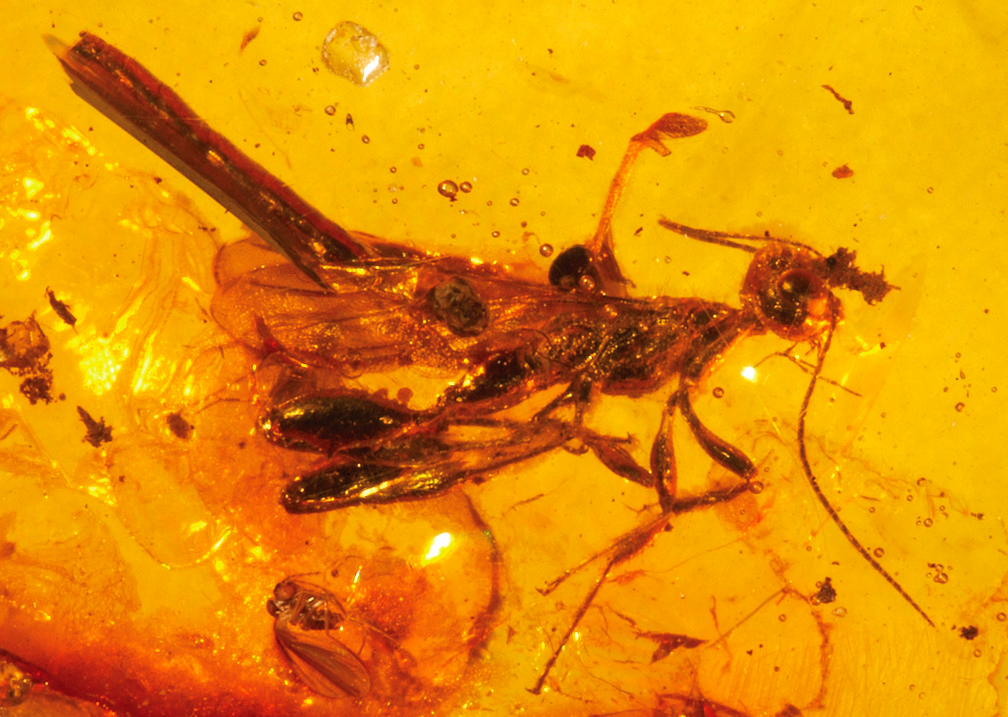
Fóssil de Electrostephanus petiolatus macho do Eoceno Médio, preservado em âmber báltico

Himenópteros na forma de Symphyta (Xyelidae) apareceram pela primeira vez no registro fóssil durante o Triássico Inferior. As vespas em sentido amplo (subordem Apocrita) surgiram durante o Jurássico e se diversificaram em muitas das superfamílias existentes durante o Cretáceo. Vespas-do-figo com características anatômicas modernas apareceram pela primeira vez no Brasil durante o Cretáceo Inferior, cerca de 65 milhões de anos atrás, antes das primeiras figueiras surgirem.

A família Vespidae inclui o gênero extinto Palaeovespa, com sete espécies conhecidas datando do Eoceno, encontradas em leitos fósseis no Colorado e também na Europa, fossilizados em âmbar báltico. As vespas do gênero Electrostephanus também foram encontradas em âmbar báltico.

## Biologia

### Anatomia

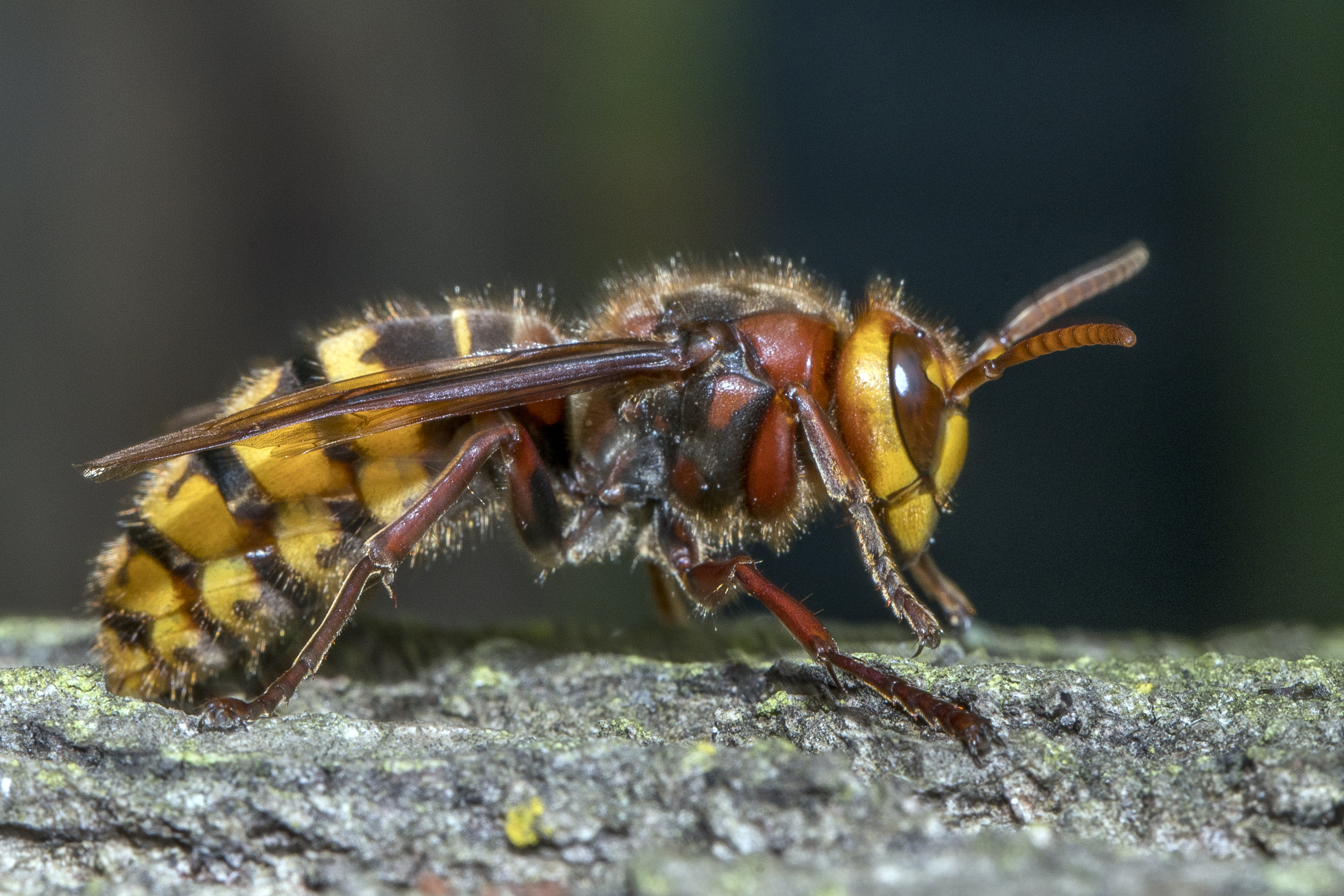
Vespa europeia, Vespa crabro

Como todos os insetos, as vespas têm um exoesqueleto rígido que protege suas três partes principais do corpo, a cabeça, o mesossoma (incluindo o tórax e o primeiro segmento do abdômen) e o metassoma. Há uma cintura estreita, o pecíolo, unindo o primeiro e o segundo segmentos do abdômen. Os dois pares de asas membranosas são mantidos juntos por pequenos ganchos e as asas anteriores são maiores do que as posteriores; em algumas espécies, as fêmeas não têm asas. Nas fêmeas, geralmente há um ovipositor rígido que pode ser modificado para injetar veneno, perfurar ou serrar, e que se estende livremente ou pode ser retraído, além de poder também se desenvolver em um ferrão tanto para defesa, quanto para paralisar a presa.
Além de seus grandes olhos compostos, as vespas têm vários olhos simples conhecidos como ocelos, que são normalmente dispostos em um triângulo logo à frente do vértice da cabeça. As vespas possuem mandíbulas adaptadas para morder e cortar, como as de muitos outros insetos, como gafanhotos, mas suas outras partes da boca são formadas em um probóscide de sucção, que lhes permite beber néctar.
As larvas de vespas se assemelham a vermes e são adaptadas para a vida em um ambiente protegido; pode ser o corpo de um organismo hospedeiro ou uma célula de um ninho, onde a larva se alimenta das provisões que lhe restam ou, em espécies sociais, é alimentada pelos adultos.

### Dieta

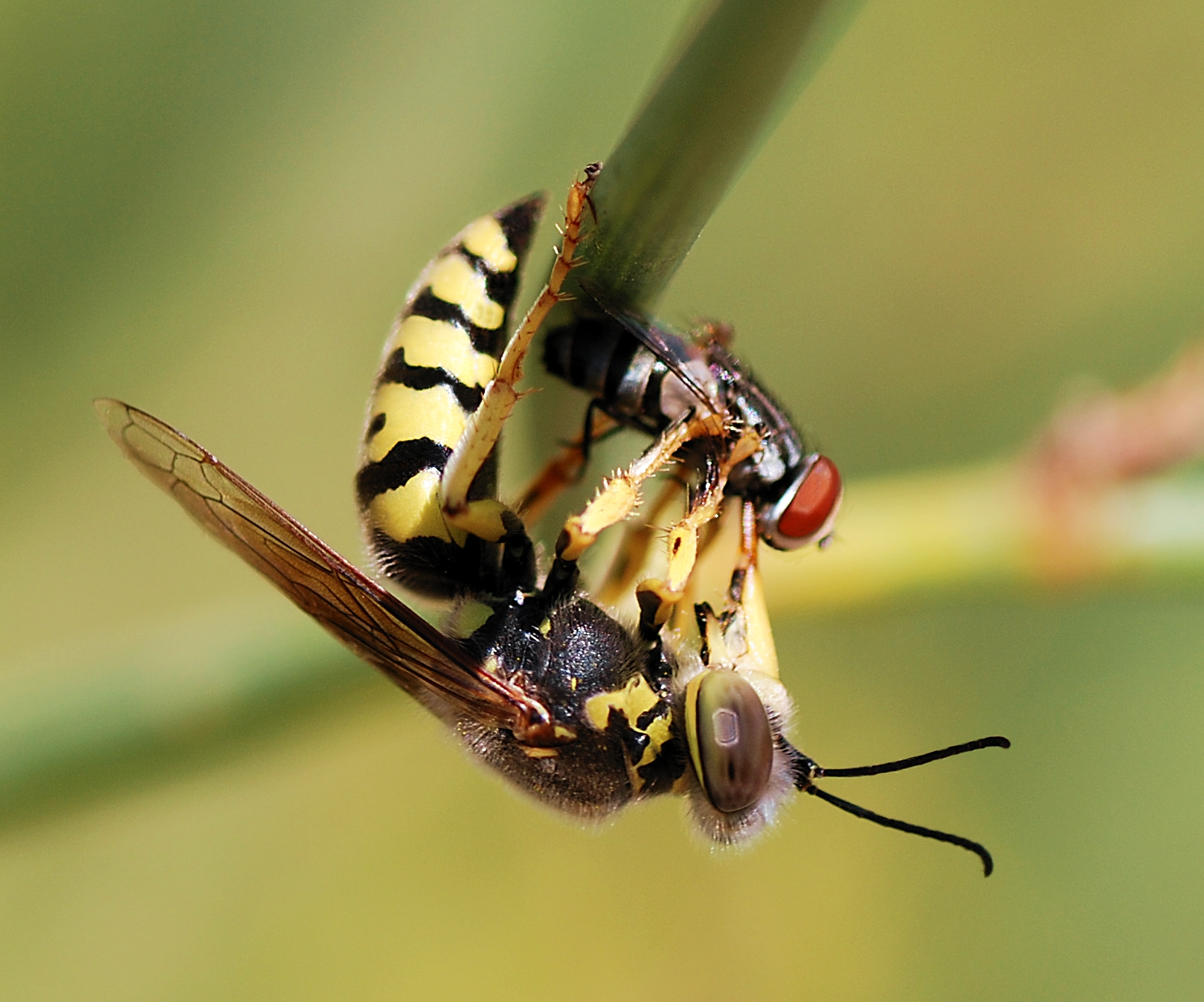
Bembix oculata (Crabronidae) alimentando-se de uma mosca após paralisá-la com seu ferrão

As vespas solitárias adultas se alimentam principalmente de néctar, mas a maior parte do tempo é gasta em busca de alimento para seus filhotes carnívoros, principalmente insetos ou aranhas. Além de fornecer comida para sua prole larval, nenhum cuidado materno é dado. Algumas espécies de vespas fornecem alimento para os jovens repetidamente durante seu desenvolvimento (provisionamento progressivo). Outros, como vespas-de-oleiro (Eumeninae) e (Ammophila, Sphecidae), repetidamente constroem ninhos que abastecem com um suprimento de presas imobilizadas, como uma grande lagarta, pondo um único ovo dentro ou sobre seu corpo e, em seguida, fechando a entrada (provisionamento em massa).
As vespas predatórias e parasitoides subjugam suas presas picando-as. Eles caçam uma grande variedade de presas, principalmente outros insetos (incluindo outros Hymenoptera), tanto larvas quanto adultos. Os Pompilidae se especializam em capturar aranhas para prover seus ninhos.

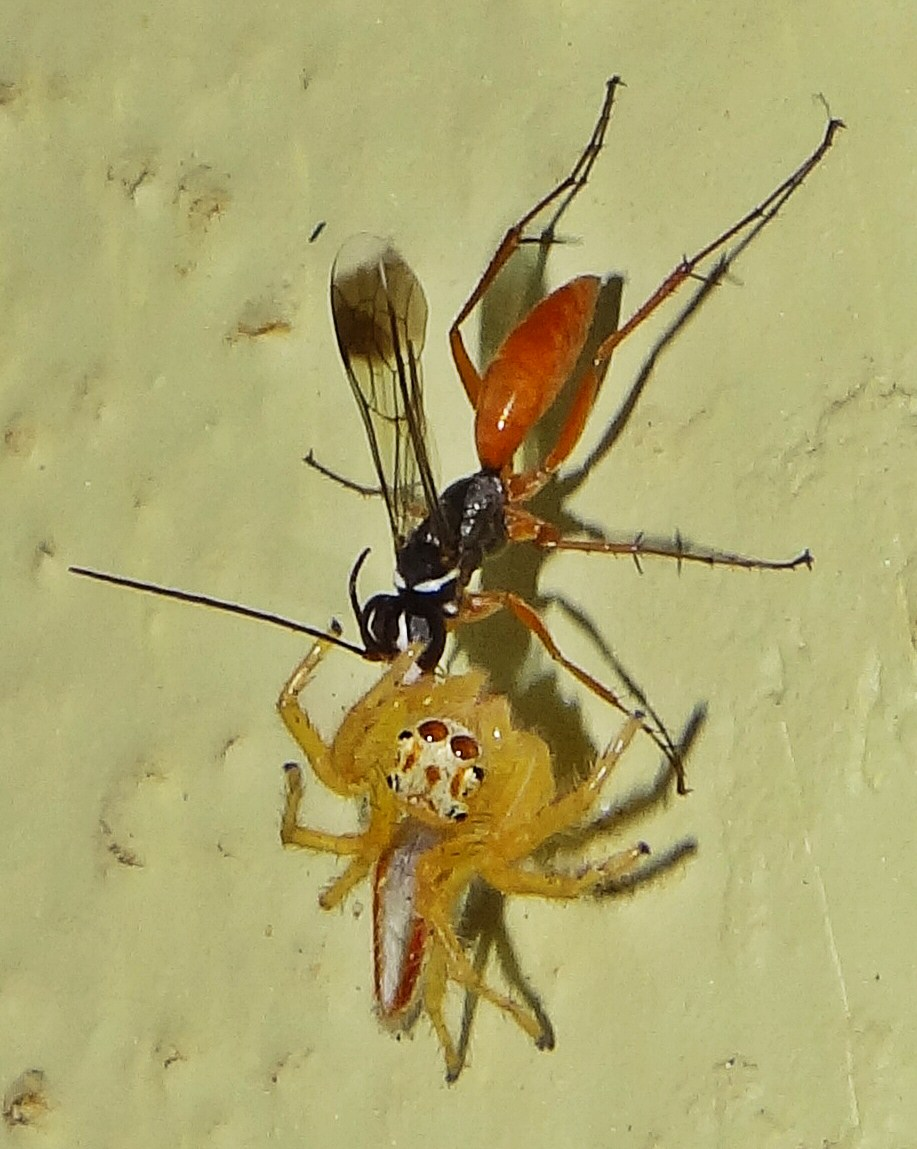
Pompilidae arrastando uma aranha saltadora (Salticidae) para um ninho

Algumas vespas sociais são onívoras, alimentando-se de frutas caídas, néctar e carniça, como insetos mortos. Vespas machos adultos às vezes visitam flores para obter néctar. Algumas vespas, como Polistes fuscatus, geralmente retornam a locais onde antes encontravam presas para forragem. Em muitas espécies sociais, as larvas exalam grandes quantidades de secreções salivares que são consumidas avidamente pelos adultos. Estas incluem açúcares e aminoácidos, e podem fornecer nutrientes essenciais para a construção de proteínas que, de outra forma, não estão disponíveis para os adultos (que não conseguem digerir proteínas).

### Determinação sexual
Em vespas, como em outros Hymenoptera, o sexo é determinado por um sistema haplodiploide, o que significa que as fêmeas são extraordinariamente próximas de suas irmãs, permitindo seleção de parentesco para favorecer a evolução do comportamento eusocial. As fêmeas são diplóides, o que significa que têm 2n cromossomos se se desenvolvem a partir de ovos fertilizados. Os machos, chamados zangões, têm um número haplóide (n) de cromossomos e se desenvolvem a partir de um óvulo não fertilizado. As vespas armazenam os espermatozoides dentro do corpo e controlam sua liberação para cada óvulo à medida que é posto; se uma fêmea deseja produzir um óvulo masculino, ela simplesmente põe o óvulo sem fertilizá-lo. Portanto, na maioria das condições da maioria das espécies, as vespas têm controle voluntário completo sobre o sexo de seus descendentes.

## Ecologia

### Como polinizadores

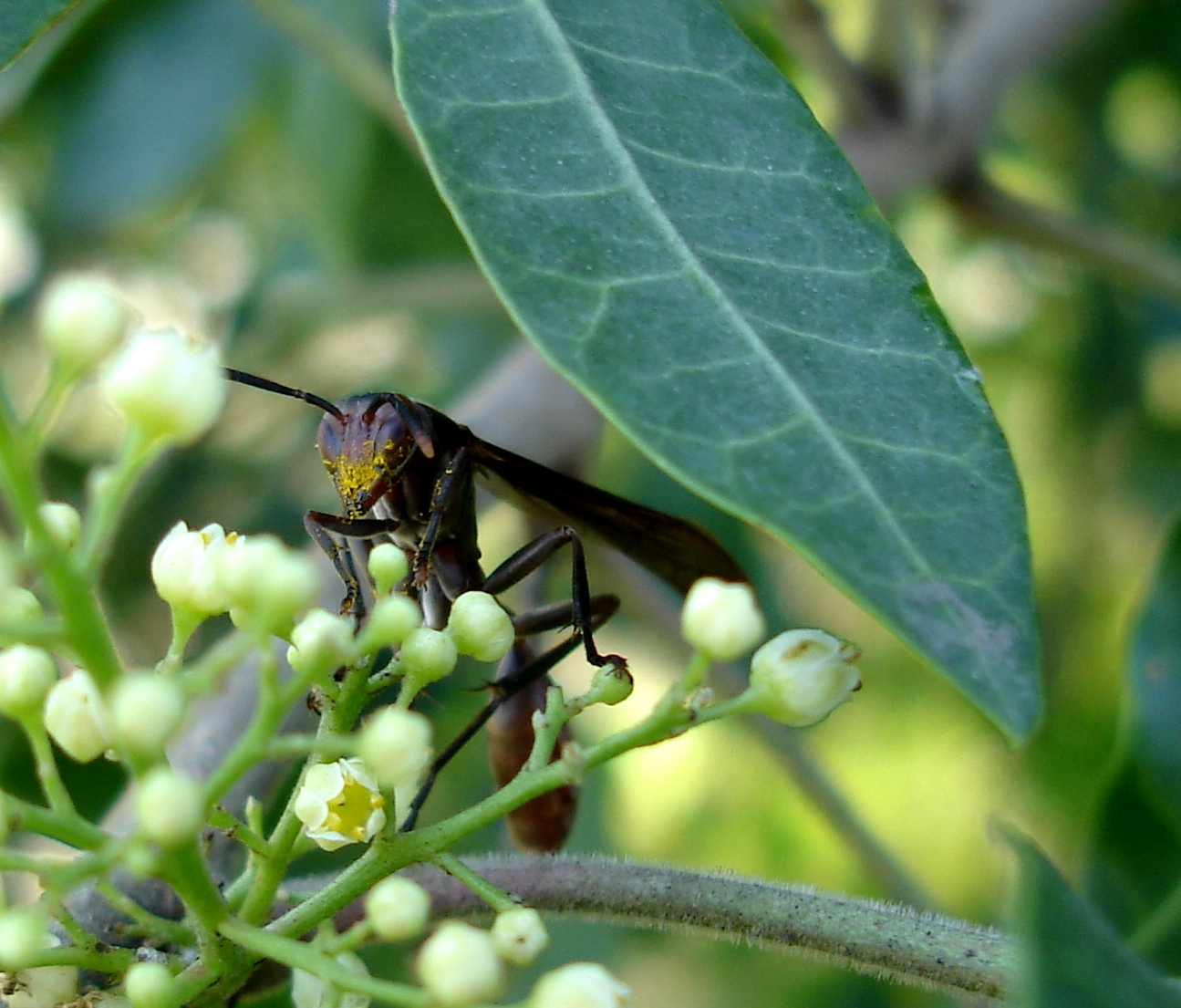
A vespa Mischocyttarus rotundicollis transportando grãos de pólen de aroeira-vermelha (Schinus terebinthifolius)

Embora a grande maioria das vespas não desempenhe nenhum papel na polinização, algumas espécies podem transportar efetivamente pólen e polinizar várias espécies de plantas. Uma vez que as vespas geralmente não têm uma cobertura semelhante a pelos macios e uma estrutura específica para armazenamento de pólen como algumas abelhas, o pólen não se adere bem a elas. Porém, foi demonstrado que mesmo sem pelos, várias espécies de vespas são capazes de transportar pólen de forma eficaz, contribuindo para a potencial polinização de várias espécies de plantas.
Vespas do pólen na subfamília Masarinae coletam néctar e pólen em uma colheita dentro de seus corpos, ao invés de nos pelos do corpo como as abelhas, e polinizam flores de Penstemon e a família das folhas d'água, Hydrophyllaceae.
As vespas-do-figo (Agaonidae) são os únicos polinizadores de mais de 1000 espécies de figo, e thus são cruciais para a sobrevivência de suas plantas hospedeiras. Uma vez que as vespas são igualmente dependentes de suas figueiras para a sobrevivência, a relação co-evoluída é totalmente mutualística.

### Como parasitoides
A maioria das vespas solitárias são parasitoides. As vespas parasitoides têm hábitos extremamente diversos, muitas pondo seus ovos em estágios inertes de seu hospedeiro (ovo ou pupa), às vezes paralisando sua presa ao injetar veneno por meio de seu ovipositor. Eles então inserem um ou mais ovos no hospedeiro ou os depositam do lado de fora do hospedeiro. O hospedeiro permanece vivo até a larva do parasitóide pupar ou emergir como adulto.
Os Ichneumonidae são parasitoides especializados, geralmente de larvas de Lepidoptera profundamente enterradas em tecidos vegetais. Para isso, possuem ovipositores excepcionalmente longos; eles detectam seus hospedeiros pelo cheiro e vibração. Algumas espécies de parasitas têm uma relação mutualística com um polydnavírus que enfraquece o sistema imunológico do hospedeiro e se replica no oviduto da vespa fêmea.
Uma família de vespas Chalcidoidea, Eucharitidae, é especializada como parasitoides de formigas, a maioria das espécies hospedadas por um gênero de formiga. Os eucaritídeos estão entre os poucos parasitoides que conseguiram superar as defesas eficazes das formigas contra os parasitoides.

### Como parasitas
Muitas espécies de vespas, incluindo especialmente as vespas-cuco (Chrysididae), são cleptoparasitas, pondo seus ovos nos ninhos de outras espécies de vespas para explorar seus cuidados parentais. Um exemplo de um verdadeiro parasita de ninhada é a vespa Polistes sulcifer, que põe seus ovos nos ninhos de outras vespas (especificamente Polistes dominula), e cujas larvas são então alimentadas diretamente pelo hospedeiro.

### Como predadores
Muitas linhagens de vespas, incluindo aquelas nas famílias Vespidae, Crabronidae, Sphecidae e Pompilidae, atacam e picam presas que usam como alimento para suas larvas; enquanto os Vespidae geralmente maceram suas presas e dão os pedaços resultantes diretamente à ninhada, a maioria das vespas predadoras paralisa suas presas e põe ovos diretamente sobre os corpos, e as larvas das vespas os consomem. Além de coletar itens de presas para abastecer seus filhotes, muitas vespas também são alimentadores oportunistas e sugam os fluidos corporais de suas presas.
As cerca de 140 espécies de Philanthinae caçam abelhas, para prover seus ninhos; os adultos se alimentam de néctar e pólen.

### Como presa
Enquanto as picadas de vespa detêm muitos predadores em potencial, os abelharucos (na família de aves Meropidae) se especializam em comer insetos que picam, removendo o veneno do ferrão ao "escovar" repetidamente a presa firmemente contra um objeto duro, como um galho. O pássaro do gênero Pernis ataca os ninhos de himenópteros sociais, comendo larvas de vespas; é o único predador conhecido da perigosa vespa mandarina.

## Controle biológico
Algumas espécies de vespas parasitas, especialmente os Trichogrammatidae, são exploradas comercialmente para fornecer controle biológico de pragas de insetos. Uma das primeiras espécies a ser usada foi a Encarsia formosa, um parasitoide de várias espécies de mosca-branca. Ele entrou em uso comercial na Europa na década de 1920, foi ultrapassado por pesticidas químicos na década de 1940 e novamente recebeu interesse na década de 1970. Encarsia é usada especialmente em estufas para controlar as pragas da mosca-branca de tomate e pepino e, em menor extensão, de beringela (berinjela), flores como calêndula e morango. Várias espécies de vespas parasitas são predadores naturais de pulgões e podem ajudar a controlá-los.

## Galeria

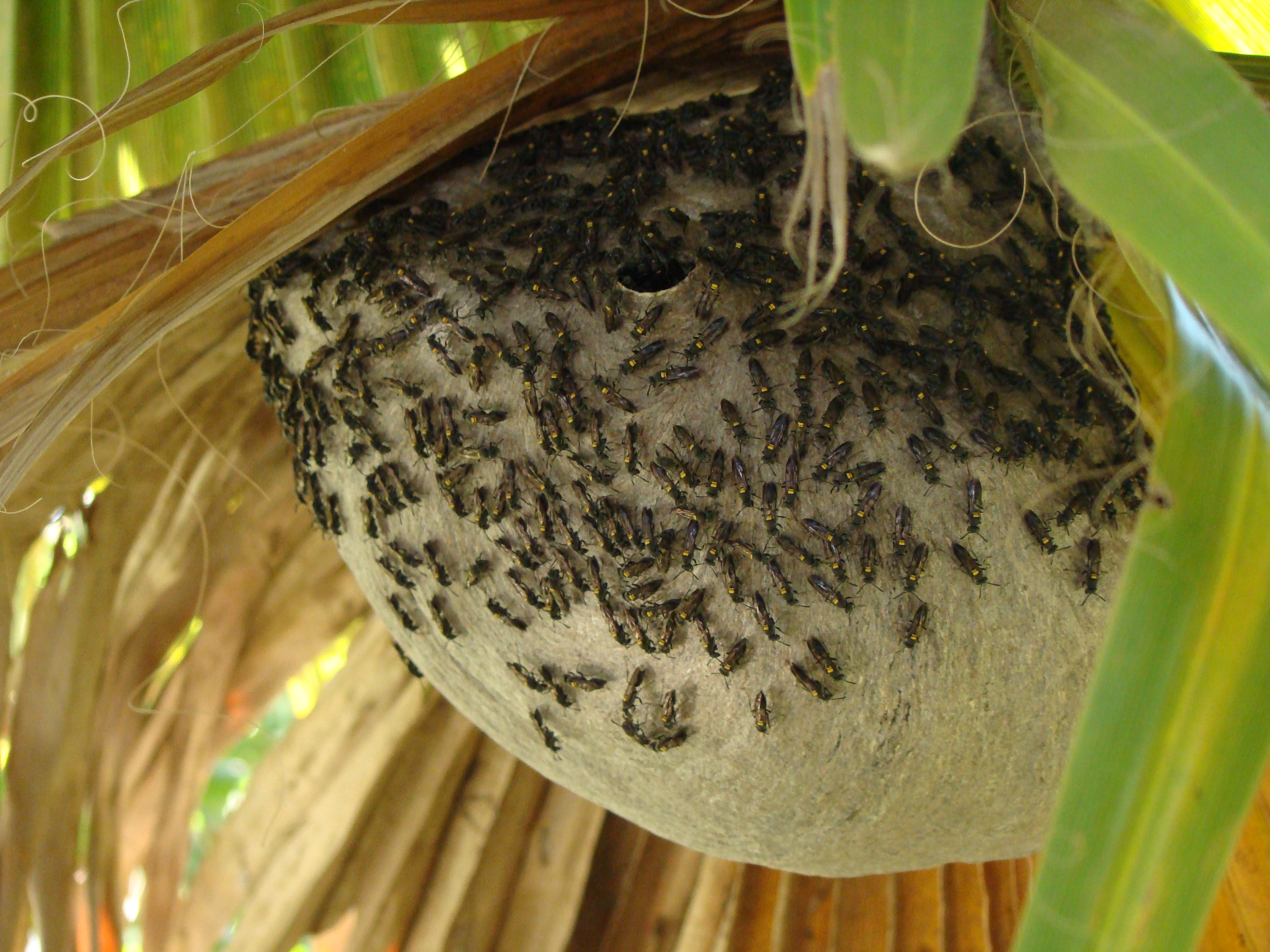
Colmeia de Vespas - Polybia scutellaris
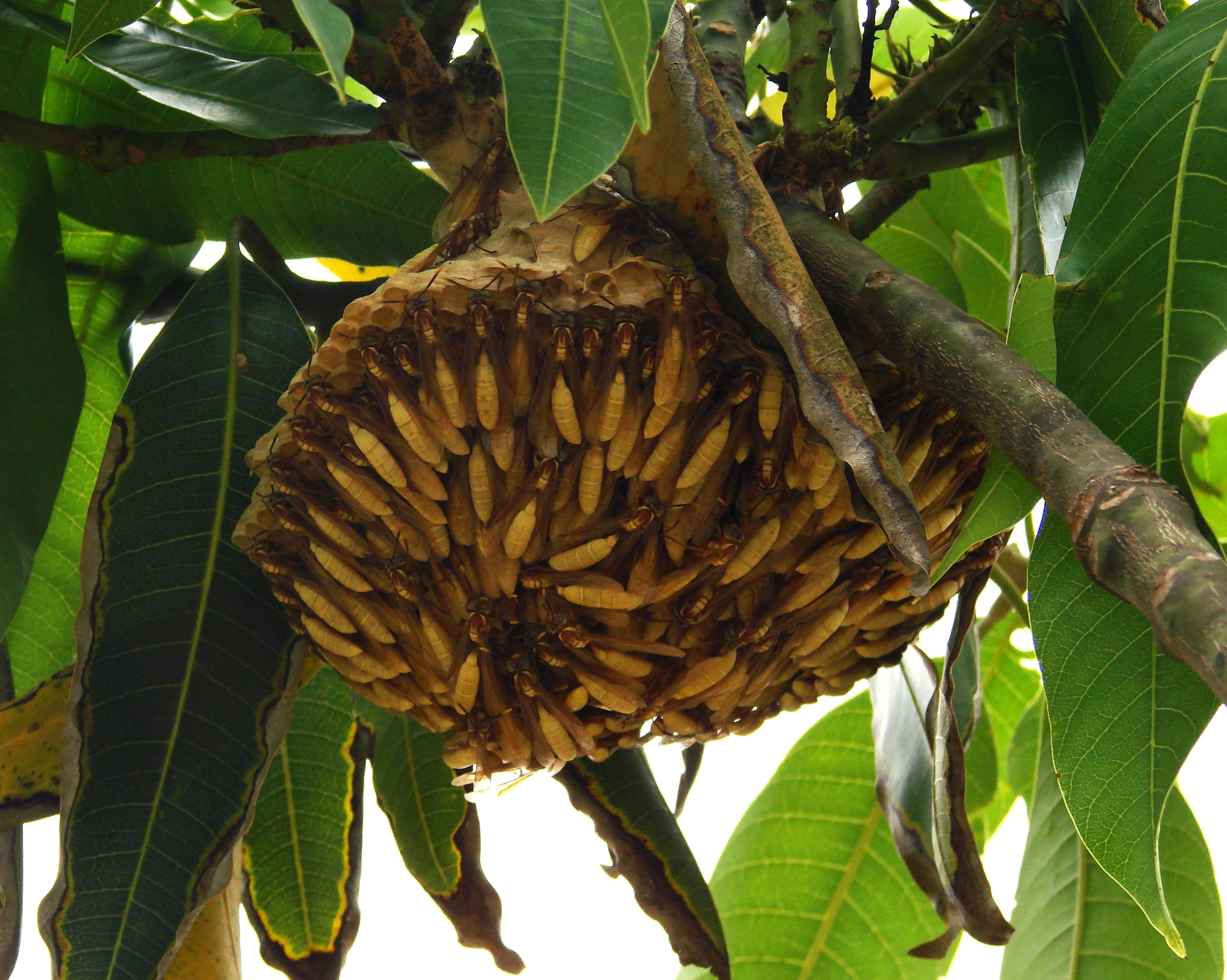
Vespas construindo seu ninho
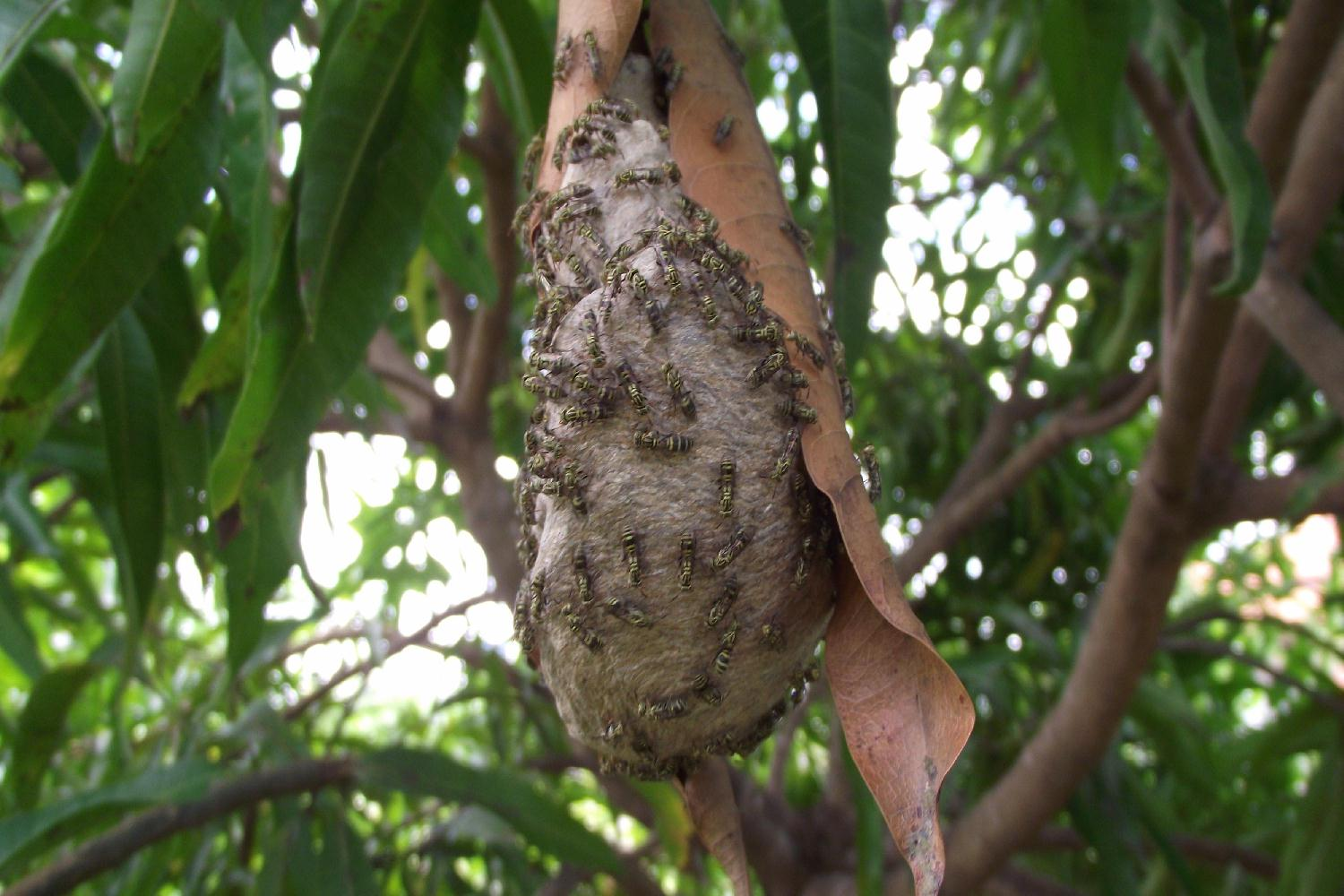
Colmeia de marimbondos em uma pequena mangueira. Imperatriz, Maranhão, Brasil.